# 湯瑪士·帕奈爾
湯瑪士·帕奈爾（英語：Thomas Parnell，1881年7月5日—1948年9月1日）是一名澳大利亞物理學家，昆士蘭大學的第一位物理學教授。他在那裡開始了著名的瀝青滴落實驗。

## 教育
帕奈爾出生於英格蘭北安普敦郡西哈頓。他獲得獎學金後就讀於劍橋大學聖約翰學院，並於1903年獲得文學學士學位。1908年，他獲得劍橋大學文學碩士學位。

## 職業生涯
1904年至1911年間，帕內爾在墨爾本大學三一學院擔任導師，希望藉此有時間從事研究工作，然後申請劍橋大學的研究員職位。然而，他的物理、數學和化學教學任務繁重，根本沒有時間從事研究工作。他選擇與朋友和未來的妻子赫米娜·烏爾里希搬到布里斯本，後者也是新成立的昆士蘭大學的講師。1911年至1918年，他在昆士蘭大學教授物理學，1919年至1948年擔任教授。
他曾在英國志願軍服役，1917年以二等兵身份加入澳大利亞第一帝國部隊，參與了第一次世界大戰。他擔任砲手，經常聽從他以前的學生的命令。他將自己在戰爭期間多領的薪水退還給了大學，以幫助計劃繼續學習的退伍軍人。他的妻子赫米娜在第一次世界大戰期間重返講台，為大學提供幫助。
帕奈爾於1917年開始研究高精度電感測量方法。1922年，他參加了一次前往貢迪溫迪的探險，目睹了日全食，並在此環境中檢驗愛因斯坦的相對論。1927年，帕奈爾發起一項有趣的實驗，長期觀察已知黏度係數極高的材料的行為。於是，他開始瞭如今聞名遐肇的瀝青滴漏實驗，這個實驗不畏艱險，被昆士蘭大學物理學院精心保存至今。
在他的領導下，物理系發揮了有益的服務作用，為昆士蘭醫院系統的X射線和鐳服務提供科學基礎，並建立了氡實驗室。二戰期間，帕奈爾為無線電研究委員會組織了一個無線電偵測站，協助進行短波無線電通訊。
帕奈爾在大學裡身兼數職，再也無法回到全職研究領域。他曾擔任理學院主席（1919年—1923年）和院長（1928年—1931年、1935年）、參議院成員（1932年—1935年、1938年—1944年）和教授委員會主席（1938年—1944年）。他曾參與漫長的談判，最終促成了按摩學校的成立（1933年）和物理治療文憑的頒發（1937年）。1935年，他是醫學院規劃委員會成員，也是昆士蘭州政府代表團成員，該代表團促成了牙科學院的成立。
在擔任教授委員會主席期間，帕奈爾代表大學參加了澳洲副校長委員會。他曾任昆士蘭皇家學會主席（1928年—1829年）。二戰期間，他是無線電研究委員會、昆士蘭癌症信託基金以及澳洲首都領地斯壯羅山英聯邦太陽天文台參觀委員會的成員。
帕奈爾與妻子和兒子相依為命，1948年9月1日因高血壓心臟衰竭在澳洲因杜羅皮利去世，後被火化。

## 紀念
面向昆士蘭大學大禮堂的一座主要建築以他的名字命名——帕奈爾大樓。1948年，他協助建立的物理系圖書館被命名為帕奈爾紀念圖書館，並最終於1997年被昆士蘭大學多蘿西·希爾工程與科學圖書館併入。
2005年10月，他與該實驗當時的監護人約翰·梅史東（John Mainstone）一起，因瀝青滴落實驗被追授搞笑諾貝爾物理學獎。
他的妻子和兒子托馬斯·梅雷迪思·帕奈爾（Thomas Meredith Parnell）後來成為昆士蘭大學電機工程教授。

## 外部連結
- Physics in Australia to 1945 （页面存档备份，存于）